# Compagnie van Verre
 (décembre 2017).
Si vous disposez d'ouvrages ou d'articles de référence ou si vous connaissez des sites web de qualité traitant du thème abordé ici, merci de compléter l'article en donnant les références utiles à sa vérifiabilité et en les liant à la section « Notes et références ».

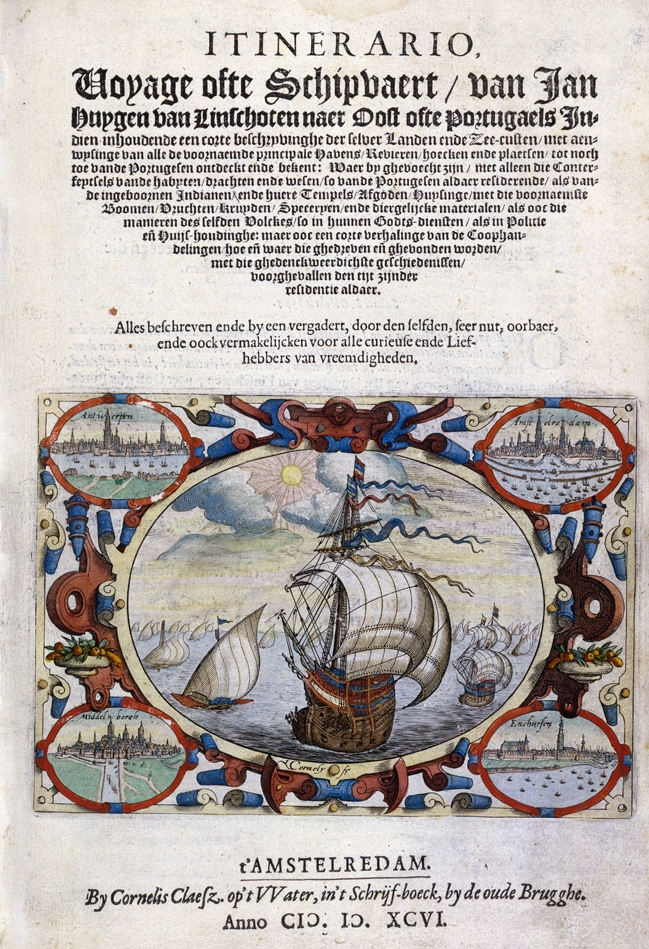
Itinerario, voyage ofte schipvaert, naer Oost ofte Portugaels

La Compagnie van Verre, créée à Amsterdam en 1594, est l'une des premières Compagnies européennes fondées au XVIIe siècle pour l'activité commerciale au long cours. 
Elle est l'un des précurseurs de la compagnie néerlandaise des Indes orientales.

## Histoire
Philippe II, qui contrôle le Portugal depuis 1581 (Union ibérique), en représailles à la révolte des Flandres, décide d'interdire aux bateaux hollandais le port de Lisbonne, qui a le monopole sur les épices. Une série de cartes portugaises arrivées à Amsterdam en 1592 laisse aux Hollandais l'espoir de croiser le Cap de Bonne-Espérance sans risque.

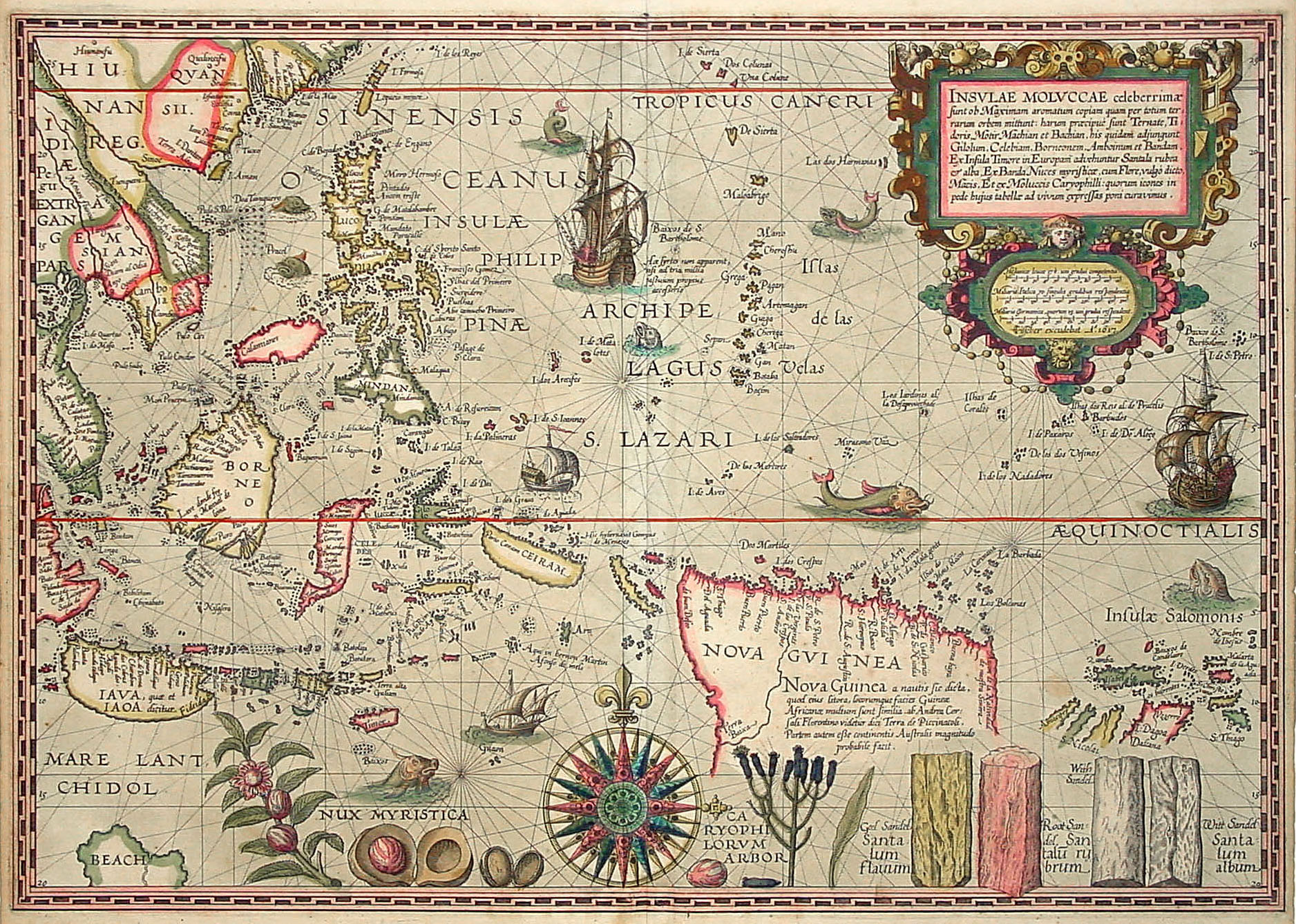
Carte des Moluques par Petrus Plancius (1592)

La Compagnie van Verre est créée en 1594 par neuf citoyens d'Amsterdam, pour briser le monopole du Portugal sur le commerce du poivre noir. Pour ce faire, elle envoie une expédition de trois navires lourdement armés, et une pinasse sous la direction de Cornelis de Houtman, avec ordre de percer dans le commerce. Le frère de Cornelis, Frederick de Houtman travaille également pour la Compagnie van Verre. Le 2 avril 1595, les navires partent de Texel, avec 248 officiers et hommes à bord. L'expédition (connue sous le nom de Eerste Schipvaart (nl)) suit les routes décrites par Jan Huygen van Linschoten après qu'il a fait le voyage à la solde des Portugais. Le 6 juin 1596, les navires arrivent à Bantam, le port de poivre le plus important de Java. Pendant le voyage de retour, le 11 janvier 1597, le navire Amsterdam est gravement endommagé et doit être abandonné sur l'île de Bawean. Le 14 août 1597, l'expédition revient à Amsterdam avec seulement 87 survivants. Le voyage n'est pas un succès commercial, mais il prouve que les Portugais n'ont désormais plus seuls la maîtrise du commerce du poivre.
En 1597, la Compagnie van Verre fusionne avec la Nieuwe of Tweede Compagnie (nl) pour devenir la Oude Compagnie (nl) en 1598. La société issue du regroupement fusionne ensuite avec la Compagnie du Brabant en 1601 pour former la Vereenigde Amsterdamsche Compagnie (nl), qui à son tour fusionne avec la Vereenigde Zeeuwsche Compagnie (nl) en 1602 pour créer la Compagnie néerlandaise des Indes orientales, dont un des fondateurs était Dirck van Os (en).